# Discographie de Kyo
La discographie de Kyo, groupe de pop-rock français, comprend l'ensemble des disques publiés au cours de l'histoire du groupe.

## Albums studio
| 2000 | Kyo               | 71 | 75 | -  |
| 2003 | Le Chemin         | 2  | 1  | 10 |
| 2004 | 300 lésions       | 1  | 1  | 2  |
| 2014 | L'Équilibre       | 2  | 3  | 20 |
| 2017 | Dans la peau      | 29 | 19 | 58 |
| 2021 | La part des lions | 16 | 10 | 85 |

## Album Compilation
| 2007 | Best of | - | 38 | - |

## DVD
- 2004 : Kyosphère
- 2007 : 300 Lésions Tour

## Singles et clips
Kyo
- 2000 : Il est temps
- 2001 : Je n'veux pas oublier

Le Chemin
- 2002 : Le Chemin (Ft. Sita)
- 2003 : Dernière Danse
- 2003 : Je Cours
- 2004 : Je saigne encore
- 2004 : Tout envoyer en l'air

300 lésions
- 2004 : Contact
- 2005 : Sarah
- 2005 : Qui je suis
- 2005 : Ce soir

Best Of
- 2007 : Comme des frères

L'équilibre
- 2014 : Le Graal
- 2014 : L'équilibre
- 2015 : Poupées Russes
- 2015 : Nuits Blanches (Ft. Brooke Fraser)
- 2015 : Recidiviste

Dans la peau
- 2017 : Ton mec
- 2017 : Plan A
- 2018 : Dans les cordes
- 2018 : Fremen

La part des Lions
- 2021 : Ego
- 2021 : Margaux, Omar, Marlow
- 2021 : Mon époque
- 2021 : Quand je serai jeune
- 2022 : Stand up

## Collaborations
- 2019 : Les lois de l'attraction, de Madame Monsieur (feat. Kyo)
- 2023 : Rendez-vous, de Nuit Incolore (feat. Kyo)